# Jordi Batiste
Jordi Batiste   (Barcelona, 2 d'agost de 1948) és un compositor, baixista i cantant català. Considerat com un dels pioners del pop-rock en català, va formar part de tres grups emblemàtics de la segona meitat del segle xx: Els 3 Tambors, Ia & Batiste i Maquina!. Va ser membre actiu del col·lectiu Grup de Folk, de l'Orquestra Plateria (on va començar a utilitzar l'heterònim «Rocky Muntanyola»), i va col·laborar estretament amb Gerard Quintana en el projecte Els miralls de Dylan. A partir del tombant de segle, va desenvolupar una prolífica carrera en solitari.
Una de les seves composicions més conegudes és la «Cançó del noi dels cabells llargs», que es va convertir en un himne entre el jovent progressista català dels anys 1960. Des d'aleshores, ha estat actiu en el món de la música durant dècades i ha continuat publicant discos i fent gires. És autor de nou treballs discogràfics en solitari, dotze com a integrant d'altres formacions, i ha col·laborat amb nombrosos artistes com Pau Riba, Jaume Sisa, Max Sunyer, Ia Clua, Enric Herrera, Pep Sala i l'Elèctrica Dharma. És germà del músic i arquitecte Albert Batiste.

## Trajectòria

### 1964-1967 / Els 3 Tambors
Article principal: Els 3 Tambors
El 1964 Jordi Batiste inicia la carrera artística, quan tenia 17 anys. De la mà del seu germà gran i el seu cosí, Albert Batiste i Xavier Triadó, va formar el grup Els 3 Tambors. Es tractava d’una banda de pop rock de tall anglosaxó, molt de l’estil de la moda dels joves de finals de la dècada dels seixanta.
El 1965 participen al Primer Festival de la Cançó Moderna Juvenil organitzat pel Cercle Barcelonès de Sant Josep i al cap de pocs mesos ja actuaran al Palau de la Música compartint escenari amb artistes com Raimon, Maria Cinta, Josep Maria Espinàs, Magda, Els 4 Gats i Guillermina Motta.
Entre 1965 i 1966 van ser una de les bandes catalanes que més van actuar en directe, però no van gravar cap treball discogràfic a causa d’una disputa amb la seva primera discogràfica, Edigsa, que no va veure clar publicar-ne cap. Entremig, el cosí Xavier va deixar la formació i van aprofitar per electrificar la proposta, incorporant Josep Maria Farran a la guitarra i Gabriel Jaraba a la bateria. Amb aquesta formació participen al Primer Festival de la Cançó Catalana que es va fer a Arbúcies i al Gran Premi del Disc Català celebrat a Lloret de Mar, compartint escenari amb gent com Guillem d’Efak, Tete Montoliu, Lou Bennett, Pi de la Serra, Luis Eduardo Aute i Joan Manuel Serrat.
El 1966 fitxen per la discogràfica Belter i finalment publiquen el que serà el seu debut discogràfic. Es tracta d'un EP que incloïa quatre cançons, entre les quals el Romanço del Fill de la Vídua, una versió del cèlebre Tombstone blues de Bob Dylan en què hi van fer encaixar els versos del poema homònim de Pere Quart, i la iniciàtica Cançó del noi dels cabells llargs, composta per Jordi Batiste. Aquesta cançó va ser el tema més conegut del grup, en part també perquè Els 4 Gats la van incorporar al seu repertori habitual.
El 1967 participen al Gran Recital de la Cançó Catalana celebrat al Palau de la Música. Al cap de pocs mesos graven el seu segon i últim EP, que es publicarà l’any següent, i que inclou les cançons Demà, Estic sol i Invitació a la sardana, i en què s’apropen al folk rock i al pop psicodèlic. El grup donava molta importància a la base rítmica i a les lletres de denúncia social.

### 1967-1968 / Grup de Folk
Article principal: Grup de Folk
Entre 1967 i 1968, es dissolen Els 3 Tambors, i Albert i Jordi Batiste s’integren al col·lectiu Grup de Folk, una agrupació d’artistes en què hi havia, entre d’altres, Jaume Arnella, Maria del Mar Bonet, Pau Riba, Jaume Sisa i Xesco Boix, i que volia ser un contrapunt popular i festiu als Setze Jutges. Sota aquest paraigua, van participar en nombrosos concerts i festivals, entre els quals destaca el multitudinari Festival Folk del Parc de la Ciutadella de Barcelona (9.000 persones i 7 hores de música), el maig de 1968.
A partir dels enregistraments d'algunes d'aquestes actuacions en directe van editar dos discos de llarga durada, en què Batiste hi participa tocant, cantant i dissenyant les portades: Festival Folk (Als 4 Vents, 1967) i Folk 2 (Als 4 Vents, 1968).
Trenta anys després de la seva dissolució, alguns dels membres del Grup de Folk, entre els quals Jordi Batiste, es van tornar a unir per actualitzar les cançons de sempre, tocar-les de nou en directe i enregistrar-les en dos discos: Els temps encara estan canviant. Les cançons del Grup de Folk (DiscMedi-Blau 2001) i Els temps encara estan canviant. Les cançons del Grup de Folk 2 (DiscMedi-Blau, 2003). També van enregistrar el disc d'homenatge a Xesco Boix Què fas, polissó? (DiscMedi-Blau (2008). El 2018 es van retrobar en un concert commemoratiu al Parc de la Ciutadella.

### 1969-1970 / Màquina!
Article principal: Màquina!
El 1969 Jordi Batiste, juntament amb el seu amic Enric Herrera, forma la que serà una de les bandes pioneres del rock progressiu espanyol, l’emblemàtica Màquina!. Al grup, Batiste era el cantant, baixista, lletrista (sempre en anglès), l'encarregat del disseny gràfic i de l’escenografia, mentre que Herrera tocava els teclats i era el compositor, l'arranjador i el director musical.
Amb aquest grup, Batiste enregistra dos singles publicats el 1969 i l’LP Why?, publicat el 1970. La cançó Earth's Daughter va ser el principal èxit del grup, i es va editar també a França, Suïssa i Alemanya.
El maig de 1970, Jordi Batiste marxa al servei militar i abandona la banda. Màquina! es va acabar dissolent com a grup el 1972, no sense abans haver editat un disc en directe en què Batiste també hi va col·laborar cantant.
Batiste i Herrera, a part, també van tocar junts com a músics d'acompanyament a la gravació dels discs Miniatura de 1968, Canciones del amor prohibido, d'Els Sapastres, el 1969 i Orgia, de Jaume Sisa, gravat entre 1969 i 1970 però editat el 1971.
Després de molts anys d'inactivitat, Jordi Batiste va reunir puntualment alguns membres originals de Màquina! per actuar a Granollers el 2004, i a Gijón i Lleida el 2007.

### 1971-1976 / Ia & Batiste, primera etapa
Article principal: Ia & Batiste
L’estiu del 1971, Jordi Batiste va tornar de la mili i va incorporar-se a un grup en procés de formació, que estava finançat per Joan Manuel Serrat. Es deia Página Blanca, en castellà, perquè pretenien dirigir-se al públic hispà. Allà va coincidir amb l’amic i futur cunyat Josep Maria Clua, el qual ja havia publicat alguns EP amb el grup Dos+Un (juntament amb el seu germà Jordi, i amb Manel Joseph). Página Blanca no va passar mai de projecte, però quan es va acabar, els dos amics van decidir continuar tocant junts.
La primera actuació de la nova banda, Ia & Batiste, va tenir lloc a un festival que es va celebrar al camp de futbol de la Palmera, al barri barceloní de la Bordeta, l’1 de juliol de 1972.
A finals del 1972 van gravar el primer àlbum, Un gran dia, un disc polièdric, que incloïa cançons com Sifón o Pallarès, i en què tots dos artistes hi van aportar la seva personalitat. Estava cantat en català i també en anglès, perquè Batiste va compondre una part de les cançons mentre feia la mili, encara sota la influència de l’esperit de Màquina!. De fet, els arranjaments, amb banda de rock, cordes, metalls i cors, van anar a càrrec d’Enric Herrera. I hi va col·laborar, entre d’altres, Max Sunyer com a guitarrista i Manel Joseph com a percussionista.
Al duet, però, li va tocar viure en un moment d’impàs en què es va haver de moure per circuits underground: a començament dels anys setanta, la música progressiva ja no estava de moda i encara no s’havia inaugurat la sala Zeleste de Barcelona, que més endavant seria un revulsiu i el bressol l’ona laietana. Ia & Batiste, no van vendre gaire còpies del primer disc i rarament tocaven en directe. A més, al cap de poc Ia Clua va haver de marxar al servei militar.
Quan Clua va tornar, la primavera de 1974, el duet va presentar juntament amb Jaume Sisa  l’espectacle Villa Montserrat al teatre Capsa de Barcelona. El 1975 van actuar al Canet Rock, al Teatre Grec com a teloners de Joan Manuel Serrat i a un concert de reaparició del Grup de Folk al teatre de l’Aliança del Poblenou.
Aquell mateix any 1975 va aparèixer el segon disc del duet, Chichonera’s Cat, un treball en què tots dos artistes ja no componien conjuntament, sinó que hi van aportar les seves composicions alternativament. En aquest cas, els arranjaments van anar a càrrec d’Agustí Fernàndez. L’1 de juliol de 1976, després d’un concert a un festival a Santa Coloma de Gramenet, el duet es va desfer com a formació estable.

### 1974-1982 / Orquestra Plateria i Rocky Muntanyola
Mentre el duet Ia & Batsite passava un moment d’impàs, probablement a causa del servei militar d’Ia Clua, Jordi Batiste va trobar temps per reinventar-se de nou. La nit del debut de la popular Orquestra Plateria, durant la celebració del Cap d’Any de 1974 a la sala Zeleste de Barcelona, va aparèixer a l’escenari sota l’alter ego Rocky Muntanyola, junt amb altres dos il·lustres heterònims: Ricardo Solfa i La Voss del Trópico.
Amb el temps, l'Orquestra Plateria es va professionalitzar i es va consolidar al voltant del vocalista Manel Joseph com a orquestra de ball, amb gran èxit a festes majors de les poblacions més diverses. Per la seva banda, Rocky Muntanyola triomfarà també amb l’Orquestra del Maestro Bellido, formada pels membres de Música Urbana.
El 1977 participà en la tercera edició del Festival Canet Rock  i en va deixar constància al doble LP Canet Roc (RCA-Víctor). I el 1980 va enregistrar un disc homònim, editat per Edigsa.
Durant la primera meitat dels vuitanta va encapçalar l’Orquestra Diagonal. També sota el nom de Rocky Muntanyola va substituir Jaume Sisa en algunes de les representacions de La Nit de Sant Joan de Dagoll Dagom, durant la llarga gira que van fer entre 1981 i 1982.

### 1984-1999 / Ia & Batiste, segona etapa
Article principal: Ia & Batiste
Durant els anys vuitanta, el duet Ia & Batiste no va funcionar com a banda estable. Malgrat tot, sí que van fer algunes aparicions puntuals. Per exemple, el 1984 van presentar “Cançons il·lustrades” al programa Àngel Casas Show de Televisió de Catalunya, acompanyats de l’orquestra del Mestre Bardagí i l’actor Antoni Rovira. I el 1986, van fer una reaparició excepcional a la plaça del Rei, en el marc del festival Grec de Barcelona. El 1990 van crear i presentar un programa nocturn a Catalunya Ràdio que es deia Clixtabrugui i que es va emetre durant tres temporades.
Però no va ser fins al 1993 que el duet va tornar oficialment als escenaris. I ho van fer de la mà de Pep Sala, que va produir un espectacle de retorn, i que va comptar amb l'acompanyament de la seva banda habitual, La Banda del Bar. En total, van ser quatre concerts que van tenir lloc a la sala L’Espai de Barcelona. Els concerts, que també van comptar amb les col·laboracions de Max Sunyer, Joan Bibiloni, Santi Arisa, Lluís Gavaldà i Joan Reig, van ser enregistrats i van donar lloc a un nou disc, En directe, 18 anys després de la seva última referència discogràfica. El mateix any van col·laborar en la gravació i la presentació en directe del Disc dur de Pau Riba, que va tenir lloc a la sala Apolo. També van col·laborar al disc de Pep Sala, Fins que calgui. L’any següent van actuar al concert de celebració dels 20 anys de l’Elèctrica Dharma al Palau Sant Jordi amb la cançó “Voldria ser la teva música”.
El 1995 van gravar un últim disc d’estudi, Esfera malheur (editat per Picap), amb cançons inèdites d’un i altre que van arribar a presentar en directe en una única actuació al London bar del Raval barceloní. L’última aparició pública coneguda del duet va ser el 1999 al concert d’homenatge a Carles Sabater, al Palau Sant Jordi, en què van versionar l’èxit de Sau “No he nascut per militar”.

### 1997-2001 / Els miralls de Dylan
Article principal: Els miralls de Dylan
El 1997 arriba un nou projecte, aquesta vegada de bracet del líder de Sopa de Cabra, Gerard Quintana. Els miralls de Dylan va néixer com un encàrrec que els va fer Pere Camps, alma mater del festival Barnasants. Es tractava de versionar en català cançons de Bob Dylan i només havia de durar una nit. Però el projecte va tenir molt bona acollida i va anar tenint continuïtat.
A part de Quintana i Batiste, la formació es va consolidar amb Francesc Bertran “Pelut” a la guitarra i Simone Lambregts al violí a i a la mandolina, encara que en alguns moments també hi van participar Manel Vega i Amadeu Casas. Al repertori habitual de la banda, no hi va faltar mai la seminal versió de Tombsotone Blues que Els 3 Tambors dels joves germans Batiste havien versionat el 1964 amb els versos de Pere Quart.
Van publicar un primer disc el 1998, que recollia les gravacions de les primeres actuacions en directe, en què versionaven temes com Like a rolling stone (Com una pedra del camí ) que Batiste ja havia versionat al disc Rocky Muntanyola de 1980, o Girl from North Country (La noia del país del nord) i The Times They Are A-Changin’ (El temps està canviant), ambdues traduïdes per Albert Batiste en l'època del Grup de Folk. I també hi van introduir noves traduccions i adaptacions. Com que van anar sortint bolos, al cap de dos anys va arribar una segona entrega, Sense reina ni as (2000), aquesta vegada com a disc d’estudi.
El 2012, en motiu del cinquantè aniversari del primer disc de Dylan, el duet va publicar un CD recopilatori titulat Forever Young i va oferir una nova tanda d’actuacions per tot Catalunya. Al festival Strenes de Girona d’aquell any van actuar juntament amb Pascal Comelade. 
El 25 d’abril de 2025, els Miralls de Dylan va fer un retorn puntual als escenaris amb una única actuació al Centre Artesà Tradicionàrius dins del festival Barnasants, en què no van tancar la porta a tornar més endavant.

### A partir de 2001 / Carrera en solitari
Després de gairebé quaranta anys de carrera artística, però sempre havent format tàndem amb altres artistes, el 2001 finalment treu el primer treball discogràfic en solitari i signat com a Jordi Batiste: Fotofòbia. El disc, que va rebre el premi Enderrock 2002 al millor disc de cançó, inclou 12 talls i rep les col·laboracions de Jaume Sisa, Mathew Simon o els músics d’Els miralls de Dylan, Francesc Beltran, Manel Vega i Simone Labregts, entre d’altres.
L’any 2006 publica L’arbre blanc, un nou treball que inclou tretze cançons. L’àlbum va comptar amb la col·laboració de la seva esposa, filles, fill i amics propers, com Pascal Comalade o Agustí Fernández, i va ser enregistrat a casa seva, excepte la cançó Catalunya, que va ser enregistrada en directe a l'auditori de la SGAE.
El 2012 presenta l’àlbum Nova (que també era el nom del grup), un projecte molt personal i familiar de 12 noves cançons que pretenien trencar amb tot el que havia fet anteriorment.
El 2016 Batiste presenta Toca revisió, un disc distribuït per la revisita Enderrock i també un nou espectacle en què va fer una mirada al passat per fer un repàs a tota la seva trajectòria sencera, des d’Els 3 Tambors fins a aquell moment. Amb aquest espectacle va protagonitzar una petita gira. El disc incloïa des de la icònica Cançó del noi dels cabells llargs d’Els 3 Tambors fins a temes de Màquina! (Let Me Be Born), Ia & Batiste (El noi i la cançó), una versió inèdita de Rocky Muntanyola (Drama de merceria), Els Miralls de Dylan (Per sempre jove), Jordi Batiste (Sal i estels i El temps de la vida), Nova (El fil de la felicitat) i l’adaptació catalana de Perfect Day de Lou Reed.
El 2019 presenta el disc La lluna en el fang, inspirat en cartes i escrits dels seus pares. En la presentació del disc, que va tenir lloc al Festival BarnaSants, va interpretar les cançons en un espectacle que unia música, audiovisual, poesia i narració. La història va arribar a les mans de Batiste després de la mort del seu pare, que li va deixar tot el que havia escrit des de l’any 1937, uns textos que relataven la vida al front republicà, al camp de concentració de Sètfonts i al seu pis de Sants. A la gravació del disc hi van participar, entre d’altres, Quimi Portet, Manel Joseph, Carles Belda, Joan Garriga, Amadeu Casas, i el seu germà Albert Batiste.
A partir de 2020, Batiste opta per anar entregant el seu següent projecte per fascicles. Així, arribaran Entresons (2020), Entresons 2 i Desconsolats (2022) i Entresons 3 (2023), quatre senzills que inclouen les cançons del que algun dia serà el següent treball discogràfic.

## Obra

### Discografia pròpia
| Any  | Títol                                   | Grup/nom             | Tipus  | Segell                | Comentaris                                           |
| ---- | --------------------------------------- | -------------------- | ------ | --------------------- | ---------------------------------------------------- |
| 1966 | Romanço del fill de la vídua            | Els 3 Tambors        | Single | Belter                | Inclou la Canço Del Noi Dels Cabells Llargs          |
| 1968 | Demà                                    | Els 3 Tambors        | Single | Belter                |                                                      |
| 1969 | Lands Of Perfection / Let's Get Smashed | Maquina!             | Single | Diábolo               |                                                      |
| 1969 | Earth's Daughter = Hija De La Tierra    | Maquina!             | Single | Diábolo               |                                                      |
| 1970 | Why?                                    | Maquina!             | Disc   | Diábolo/Movieplay     |                                                      |
| 1972 | Un gran dia                             | Ia & Batiste         | Disc   | Diábolo / Als 4 Vents | Disseny, Jordi Batiste. Arranjaments, Enric Herrera  |
| 1975 | Chichonera's Cat                        | Ia & Batiste         | Disc   | Òliba                 |                                                      |
| 1980 | Rocky Muntanyola                        | Rocky Muntanyola     | Disc   | Edigsa                |                                                      |
| 1993 | En directe                              | Ia & Batiste         | Disc   | PDI                   | Banda d'acompanyament, La banda del Bar de Pep Sala. |
| 1995 | Esfera Malheur                          | Ia & Batiste         | Disc   | Picap                 | Banda d'acompanyament, Fuego!                        |
| 1998 | Els Miralls de Dylan                    | Els miralls de Dylan | Disc   | Música Global         | Disc en directe, amb Gerard Quintana                 |
| 2000 | Sense reina ni as                       | Els miralls de Dylan | Disc   | Música Global         | Amb Gerard Quintana                                  |
| 2001 | Fotofòbia                               | Jordi Batiste        | Disc   | Música Global         |                                                      |
| 2006 | L'Arbre Blanc                           | Jordi Batiste        | Disc   | Música Global         |                                                      |
| 2012 | Nova                                    | Nova / Jordi Batiste | Disc   | Petit Indi            |                                                      |
| 2012 | Forever Young                           | Els miralls de Dylan | Disc   | Música Global         | Disc recopilatori                                    |
| 2016 | Toca revisió                            | Jordi Batiste        | Disc   | Autoeditat            | Disc recopilatori encartat dins la revista Enderrock |
| 2019 | La lluna en el fang                     | Jordi Batiste        | Disc   | Picap                 |                                                      |
| 2020 | Entrsons                                | Jordi Batiste        | Single | Picap                 |                                                      |
| 2022 | Entrsons 2                              | Jordi Batiste        | Single | Picap                 |                                                      |
| 2022 | Desconsolats                            | Jordi Batiste        | Single | Picap                 |                                                      |
| 2023 | Entrsons 3                              | Jordi Batiste        | Single | Picap                 |                                                      |

### Col·laboracions
| Any  | Títol                                     | Grup/nom                         | Tipus | Segell        | Comentaris                                                                       |
| ---- | ----------------------------------------- | -------------------------------- | ----- | ------------- | -------------------------------------------------------------------------------- |
| 1972 | En directo                                | Maquina!                         | Disc  | Diábolo       | Ja no formava part del grup, però hi col·labora en directe.                      |
| 1977 | Canet Roc                                 | Jordi Batiste / Rocky Muntanyola | Doble | RCA Victor    | Disc col·lectiu. Hi apareix en 2 cançons.                                        |
| 1993 | Disc dur (Pau Riba)                       | Ia & Batiste                     | Disc  | K Industria   | Col·laboren a les cançons "Assassinat" i "Epíleg"                                |
| 1994 | 20 anys de Dharma-Directe Palau St. Jordi | Ia & Batiste                     | Doble | Picap         | Disc de l'Elèctrica Dharma. Col·laboren en la cançó "Voldria ser la teva música" |
| 1999 | Concert d'homenatge a Carles Sabater      | Ia & Batiste                     | Doble | Fanàtic       | Col·laboren en la cançó "No he nascut per militar"                               |
| 2000 | Les cançons de Temps era temps            | Jordi Batiste                    | Disc  | DiscMedi Blau | Canta la cançó "El noi dels cabells llargs" juntament amb Lluís Gavaldà          |
| 2001 | Els temps encara estan canviant           | Jordi Batiste                    | Disc  | DiscMedi Blau | Disc col·lectiu.                                                                 |
| 2012 | Què fas polissó?                          | Jordi Batiste                    | Dsic  | DiscMedi Blau | Disc col·lectiu d'homenatge a Xesco Boix                                         |